# Bandera de Canyelles
La bandera oficial de Canyelles té la descripció següent:
Bandera apaïsada, de proporcions dos d'alt per tres de llarg, groga, amb la canya arrencada, fullada i florada verd fosc de l'escut, d'alçària 4/5 de la del drap i amplària 1/6 de la llargària del mateix drap, al centre.
Està basada en l'escut heràldic de la localitat.
Va ser aprovada en el Ple de l'ajuntament del 28 d'abril de 2020 i la direcció general d'Administració Local va publicar-ne la resolució en el DOGC el 30 de setembre del 2020 (número 8.237).